# Hymenocallis tridentata
Hymenocallis tridentata là một loài thực vật có hoa trong họ Amaryllidaceae. Loài này được Small mô tả khoa học đầu tiên năm 1933.